# Partie de chasse
Pour les articles homonymes, voir La Partie de chasse.
Partie de chasse est une bande dessinée scénarisée par Pierre Christin et mise en image par Enki Bilal, sortie en album en 1983. Une seconde édition, apportant quelques compléments, est sortie en 1990, puis a été rééditée en 1997 sans changements significatifs.
Exergue : « Vous vous êtes habitués au pouvoir comme à la viande saignante. » György Konrád.

## Synopsis
1983, six ans avant la chute du mur de Berlin, un train traverse la campagne enneigée, Vassili Alexandrovitch Tchevtchenko, vétéran de la Révolution d’octobre et dignitaire de l’Union soviétique a organisé une chasse à l’ours, dans les environs de Krolówka en Pologne. Dans un compartiment voisin, Evgueni Golozov évoque avec un jeune interprète français et communiste, le parcours de Tchevtchenko, de sa première rencontre avec Lénine à l’apogée du pouvoir stalinien. Tchevtchenko, frappé d'aphasie, est plongé dans le mutisme.
Le séjour a lieu dans une vaste demeure nationalisée, autrefois propriété d'un riche homme d'affaires. Les invités arrivent successivement des différents Pays de l’Est, une petite dizaine de personnes qui toutes ont des responsabilités importantes dans les appareils d’État et qui toutes ont eu un rôle important dans l’édification du socialisme soviétique et de l'influence de l'URSS dans les pays de l'Est. Ils sont tous redevables à un degré ou à un autre à Vassili Alexandrovitch Tchevtchenko, et constituent un réseau informel, qui partage une histoire et un intérêt commun dans la conservation de leurs fonctions et privilèges. Les rencontres au bar sont l’occasion de se souvenir des luttes passées. Chaque invité représente un des pays européens participant au COMECON : Bulgarie, Hongrie, Pologne, RDA, Roumanie, Tchécoslovaquie, URSS.
La chasse, minutieusement organisée par le vieux Tchevtchenko, dure trois jours, durant lesquels chacun a une place assignée. Elle est interrompue par la mort apparemment accidentelle de Serguei Chavanidzé, jeune membre du bureau politique du PCUS, successeur pressenti de Tchevtchenko, tué d'une balle par l’innocent interprète. Il s’avère alors que cette partie de chasse a servi au meurtre planifié d’un futur dirigeant aux ambitions gênantes ; meurtre organisé par d'anciens communistes unis par le souvenir de leurs luttes passées, de leurs désillusions et de leurs propres trahisons envers leurs idéaux de jeunesse.
L'histoire se termine par le suicide de Tchevtchenko, hanté par le souvenir d'une femme brillante, autrefois sacrifiée dans les luttes politiques des années 1930 en URSS.

## Analyse
En toile de fond, c’est l’histoire de la Révolution russe, de l’évolution de certains cadres aux postes les plus importants et les relations entre pays « frères ». La narration montre comment « soixante ans d'idéal communiste s'effilochent face aux réalités », reflétant la situation de l'URSS en 1983.
L'album met également en scène l'affrontement entre deux générations de communistes. La « vieille garde » qui a vécu la lutte contre le nazisme, les prises de pouvoir dans les pays de l'Est au sortir de la seconde guerre mondiale, la déstalinisation et les vicissitudes du pouvoir, est dominée par la figure paternelle, autoritaire et muette de Tchevtchenko, seul de tous à avoir vécu la révolution d'octobre et la guerre civile. Le rapport de cette génération à son propre pouvoir, à ses privilèges, et à ses idéaux de jeunesse apparaît à la fois désabusé et lucide.
De ce premier groupe se détache la figure de Tadeusz Boczek, juif, cadre en disgrâce du PC polonais, relégué en tant que régisseur de la propriété où se déroule la partie de chasse. Converti à une forme de non-violence (il ne porte pas d'arme), il décrypte avec un humour corrosif l'histoire du communisme à l'est.
De l'autre, une génération montante incarnée par Chavanidze, et dans une moindre mesure Günther Schütz, technocrate du COMECON, apparaît plus technicienne, plus froide.
Au milieu, le jeune interprète français, est à la fois le témoin et l'agent inconscient du complot, « l'idiot utile ». Les invités du premier groupe participent plus ou moins directement à la machination. Günther Schütz, la comprenant a posteriori, finira néanmoins par accepter de se taire tant par peur que par communauté d'intérêt.
Enfin l'ouvrage s'achève sur le suicide de Tchevtchenko, dévoré par le souvenir lancinant d'une femme aimée, autrefois sacrifiée sur l'autel des luttes politiques internes au mouvement communiste.
Dès la seconde édition de 1990, une « épitaphe » a été rajoutée, pour faire apparaître dans l'ouvrage les évolutions liées à la chute progressive de l'union. Une biographie de chacun des protagonistes est également ajoutée.
Le critique Paul Gravett décrit cette narration comme « décapante et cynique » : à travers ce « fascinant complot », les auteurs offrent « un méditation amère et cruelle sur la conquête du pouvoir ».

## Personnages
Les personnages de ce récit sont imaginaires, mais se veulent des archétypes des apparatchiks de l’Union soviétique et de ses pays satellites.
- Vassili Alexandrovitch Tchevtchenko : russe, bolchevique de la première heure, membre du Comité central et du Politburo du Parti communiste de l'Union soviétique ;
- Serguei Chavanidze : géorgien, membre titulaire du Politburo ;
- Janos Molnar : hongrois, vice-ministre de l’Intérieur ;
- Ion Nicolescu : roumain, membre du Comité central du PCR et responsable à la Securitate ;
- Vasil Stroyanov : bulgare, responsable du « Front de la Patrie » (propagande) ;
- Pavel Havelka : tchèque, membre éminent du PCT ;
- Günther Schütz : allemand de l’est, expert de l'appareil du Comecon ;
- Tadeusz Boczek : polonais, membre titulaire du Bureau politique du POUP, juif ayant vécu l'anéantissement du Ghetto de Varsovie ;
- Evgueni Golozov : ukrainien, membre du comité central.

## Lieux
L’action se situe dans un palais de la région de Krolówka (possiblement Królówka) en Pologne et dans la campagne environnante, pour la partie de chasse.

## Compléments
La collaboration entre Pierre Christin et Enki Bilal a commencé en 1975, avec la publication d’une première bande dessinée, La Croisière des oubliés (1975), suivie du Vaisseau de pierre (1976), de La Ville qui n'existait pas (1977), puis, en 1979, d'une bande dessinée politique, Les Phalanges de l'Ordre noir.